# Дивизия Сюше (Первая империя)
Пехотная дивизия Сюше (фр. Division d'infanterie de Suchet) — пехотная дивизия Франции периода наполеоновских войн.

## История дивизии
Сформирована Наполеоном 22 октября 1803 года как 4-я пехотная дивизия в лагере Сент-Омер, который входил в состав Армии Берегов Океана. Во главе дивизии был поставлен генерал Сюше.

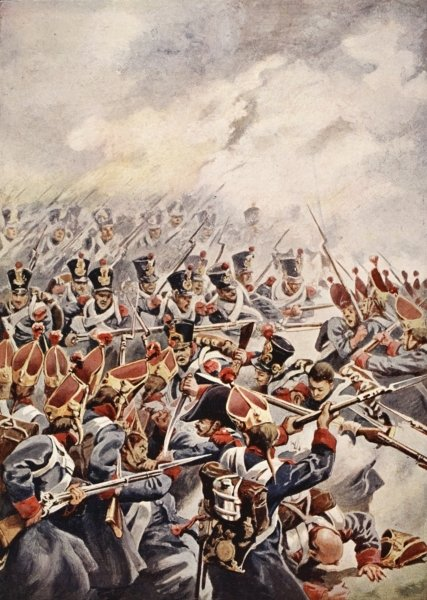
Дивизия Сюше при Аустерлице

29 августа 1805 года стала частью 4-го армейского корпуса Великой Армии. 10 октября передана в 5-й корпус маршала Ланна. Принимала активное участие в Австрийской кампании. Отличилась в ходе Ульмской кампании, участвовала в неудачном штурме Ульма 15 октября. При Аустерлице умело действовала на левом фланге французских войск против сил Багратиона.
С первых дней Прусской кампании была на острие Великой Армии. Дивизия сыграла ключевую роль в разгроме прусского корпуса принца Людвига при Заальфельде 10 октября и сил князя Гогенлоэ при Йене 14 октября. Умело действовала 26 декабря при Пултуске против войск Беннигсена, где понесла большие потери.
В кампании 1807 года оперировала на крайнем правом фланге французов, и в активных боевых действиях участия не принимала.
11 октября 1808 года вместе с корпусом переведена на Пиренейский полуостров. С декабря 1808 года по февраль 1809 года участвовала в осаде Сарагосы. 5 апреля 1809 года, после того, как генерал Сюше возглавил весь 5-й корпус, командиром дивизии стал бригадный генерал Жирар, до этого возглавлявший 2-ю бригаду в дивизии. С 1809 года по 1812 год — Пехотная дивизия Жирара (фр. Division d'infanterie de Girard). Принимала участие во множестве сражений, понесла огромные потери в ходе кампании 1811 года, и была расформирована маршалом Сультом 7 февраля 1812 года при реорганизации французских сил в Испании. Полки были распределены по другим дивизиям и гарнизонам.

## Командование дивизии

### Командиры дивизии
- дивизионный генерал Луи-Габриэль Сюше (27 октября 1803 – 5 апреля 1809)
- бригадный генерал Жан-Батист Жирар (5 апреля 1809 – сентябрь 1809)
- дивизионный генерал Жан Дарманьяк (сентябрь 1809 – 18 ноября 1809)
- дивизионный генерал Жан-Батист Жирар (17 декабря 1809 – 31 декабря 1811)
- должность вакантна (31 декабря 1811 – 7 февраля 1812)

### Начальники штаба дивизии
- полковник штаба Этьен Рикар (27 октября 1803 – 11 сентября 1805)
- командир батальона Жак Энар (11 сентября 1805 – 27 октября 1805)
- полковник штаба Виктор Аллен (27 октября 1805 – 20 октября 1806)
- полковник штаба Жан-Клод Юмбер де Молар (20 октября 1806 – 26 декабря 1806)
- полковник штаба Габриэль Фабр (февраль 1807 – 7 сентября 1808)
- полковник штаба Анри-Пьер Делааж (7 сентября 1808 – 22 октября 1808)
- полковник штаба Сир Нюг (22 октября 1808 – 1 июня 1809)

### Командиры бригад
- бригадный генерал Жан-Мари Валюбер (8 ноября 1803 – 3 декабря 1805)
- бригадный генерал Жан-Доминик Компан (8 ноября 1803 – 30 августа 1805)
- бригадный генерал Николя Бекер (31 августа 1805 – 24 декабря 1805)
- бригадный генерал Мишель Клапаред (10 октября 1805 – 8 октября 1808)
- бригадный генерал Оноре Рей (13 декабря 1805 – 30 декабря 1806)
- бригадный генерал Доминик Ведель (22 августа 1806 – 28 февраля 1807)
- бригадный генерал Пьер Дюмустье (31 декабря 1806 – 5 апреля 1809)
- бригадный генерал Жан-Батист Жирар (1 апреля 1807 – 5 апреля 1809)
- бригадный генерал Франсуа Шовель (10 марта 1809 – 1811)
- бригадный генерал Арман Филиппон (21 июня 1809 – 11 марта 1810)
- бригадный генерал Жан-Пьер Марансен (10 апреля 1810 – 16 мая 1811)
- бригадный генерал Мишель Веланд (1 сентября 1810 – 1 октября 1811)
- бригадный генерал Виктор Ремон (1 октября 1811 – 7 февраля 1812)
- бригадный генерал Луи Дамбовски (1 сентября 1811 – 7 февраля 1812)

## Организация дивизии
На 25 сентября 1805 года:
- 1-я бригада (командир – бригадный генерал Мишель Клапаред)
  - 17-й полк лёгкой пехоты (командир – полковник Доминик Ведель)
- 2-я бригада (командир – бригадный генерал Николя Бекер)
  - 34-й полк линейной пехоты (командир – полковник Пьер Дюмустье)
  - 40-й полк линейной пехоты (командир – полковник Франсуа Лежандр д’Арвесс)
- 3-я бригада (командир – бригадный генерал Жан-Мари Валюбер)
  - 64-й полк линейной пехоты (командир – полковник Клод Нерен)
  - 88-й полк линейной пехоты (командир – полковник Филибер Кюриаль)
    - Всего: 11 батальонов, 9154 человека[1].

На 14 октября 1806 года:
- 1-я бригада (командир – бригадный генерал Мишель Клапаред)
  - 17-й полк лёгкой пехоты (командир – полковник Марк Кабан)
- 2-я бригада (командир – бригадный генерал Оноре Рей)
  - 34-й полк линейной пехоты (командир – полковник Пьер Дюмустье)
  - 40-й полк линейной пехоты (командир – полковник Тома Шассеро)
- 3-я бригада (командир – бригадный генерал Доминик Ведель)
  - 64-й полк линейной пехоты (командир – полковник Франсуа Шовель)
  - 88-й полк линейной пехоты (командир – полковник Мишель Веланд)
    - Всего: 13 батальонов, 11 436 человек, 12 орудий[2][3].

На 1 июня 1807 года:
- 1-я бригада (командир – бригадный генерал Мишель Клапаред)
  - 17-й полк лёгкой пехоты (командир – полковник Марк Кабан)
- 2-я бригада (командир – бригадный генерал Пьер Дюмустье)
  - 34-й полк линейной пехоты (командир – полковник Ремонда)
  - 40-й полк линейной пехоты (командир – полковник Тома Шассеро)
- 3-я бригада (командир – бригадный генерал Жан-Батист Жирар)
  - 64-й полк линейной пехоты (командир – полковник Франсуа Шовель)
  - 88-й полк линейной пехоты (командир – полковник Мишель Веланд)
    - Всего: 11 батальонов, 8547 человек, 18 орудий[4]

На 15 ноября 1808 года:
- 1-я бригада (командир – бригадный генерал Пьер Дюмустье)
  - 17-й полк лёгкой пехоты (командир – полковник Марк Кабан)
  - 34-й полк линейной пехоты (командир – полковник Ремонда)
  - 40-й полк линейной пехоты (командир – полковник Тома Шассеро)
- 2-я бригада (командир – бригадный генерал Жан-Батист Жирар)
  - 64-й полк линейной пехоты (командир – полковник Франсуа Шовель)
  - 88-й полк линейной пехоты (командир – полковник Мишель Веланд)
    - Всего: 16 батальонов, 12 000 человек[5]

На 1 сентября 1811 года:
- 1-я бригада (командир – бригадный генерал Мишель Веланд)
  - 34-й полк линейной пехоты
  - 40-й полк линейной пехоты
- 2-я бригада (командир – бригадный генерал Луи Дамбовски)
  - 64-й полк линейной пехоты (командир – полковник Пьер Оляр)
  - 88-й полк линейной пехоты (командир – полковник Франсуа Летурнёр)
    - Всего: 13 батальонов[6].

## Подчинение и номер дивизии
- 4-я пехотная дивизия в лагере Сент-Омер Армии Берегов Океана (22 октября 1803 года);
- 4-я пехотная дивизия 4-го армейского корпуса Великой Армии (29 августа 1805 года);
- 3-я пехотная дивизия 5-го армейского корпуса Великой Армии (10 октября 1805 года);
- 1-я пехотная дивизия 5-го армейского корпуса Великой Армии (9 декабря 1805 года);
- 1-я пехотная дивизия 5-го армейского корпуса Армии Испании (11 октября 1808 года);
- 1-я пехотная дивизия 5-го армейского корпуса Южной армии (15 января 1810 года).

## Награждённые

### Знак Большого Орла ордена Почётного легиона
- Луи-Габриэль Сюше, 8 февраля 1806 – дивизионный генерал, командир дивизии

### Великие офицеры ордена Почётного легиона
- Луи-Габриэль Сюше, 14 июня 1804 – дивизионный генерал, командир дивизии
- Жан-Батист Жирар, 20 мая 1811 – дивизионный генерал, командир дивизии

### Комманданы ордена Почётного легиона
- Жан-Мари Валюбер, 14 июня 1804 – бригадный генерал, командир 2-й бригады
- Жан-Доминик Компан, 14 июня 1804 – бригадный генерал, командир 1-й бригады
- Виктор Аллен, 25 декабря 1805 – полковник, начальник штаба дивизии
- Филибер Кюриаль, 25 декабря 1805 – полковник, командир 88-го линейного
- Ремонда, 17 декабря 1809 – полковник, командир 34-го линейного
- Тома Шассеро, 17 декабря 1809 – полковник, командир 40-го линейного
- Франсуа Шовель, 17 декабря 1809 – бригадный генерал, командир 2-й бригады

### Офицеры ордена Почётного легиона
- Доминик Ведель, 14 июня 1804 – полковник, командир 17-го лёгкого
- Жан-Антуан Дежан, 14 июня 1804 – полковник, командир 34-го линейного
- Филибер Кюриаль, 14 июня 1804 – полковник, командир 88-го линейного
- Франсуа Лежандр д’Арвесс, 14 июня 1804 – полковник, командир 40-го линейного
- Клод Нерен, 14 июня 1804 – полковник, командир 64-го линейного
- Этьен Рикар, 14 июня 1804 – полковник, начальник штаба дивизии
- Жак Энар, 26 декабря 1805 – командир батальона, в штабе дивизии
- Пьер Камбронн, 16 января 1807 – командир батальона 88-го линейного
- Мишель Веланд, 14 мая 1807 – полковник, командир 88-го линейного
- Марк Кабан, 14 мая 1807 – полковник, командир 17-го лёгкого
- Казнёв, 14 мая 1807 – командир батальона 34-го линейного
- Клейн, 14 мая 1807 – командир батальона 34-го линейного
- Роже, 14 мая 1807 – командир батальона 17-го лёгкого
- Тома Шассеро, 14 мая 1807 – полковник, командир 40-го линейного
- Франсуа Шовель, 14 мая 1807 – полковник, командир 64-го линейного
- Жан-Пьер Вижан, 20 мая 1811 – полковник, командир 64-го линейного (посмертно)
- Вектан, 20 мая 1811 – командир батальона 34-го линейного
- Жан-Пьер Марансен, 20 мая 1811 – бригадный генерал, командир бригады

### Кавалеры ордена Железной короны
- Луи-Габриэль Сюше, 23 декабря 1807 – дивизионный генерал, командир дивизии

### Командоры Военного ордена Святого Генриха
- Луи-Габриэль Сюше, 22 сентября 1808 – дивизионный генерал, командир дивизии